# Theon van Smyrna
Theon van Smyrna was een Griekse filosoof die werkte in het begin van de tweede eeuw. Hij was beïnvloed door het middenplatonisme en neopythagorisme. Hij schreef over wiskunde, muziekleer en astronomie, maar was geen expert en beweerde ook niet origineel te zijn. In zijn werk reageerde hij tegen zijn tijdgenoot Nicomachus van Gerasa. Slechts één boek is bewaard gebleven: de Nuttige wiskundige aspecten voor het lezen van Plato, ook bekend als de Expositio. Dat werk vormt een algemene inleiding in de wiskunde en is feitelijk een compilatie van lange citaten uit het werk van peripatheticus Adrastus van Aphrodisias en Thrasyllus, al noemt hij ook een verder onbekende Dercyllides. Uit een Arabische bron blijkt dat Theon tevens een boek had geschreven over het lezen van Plato's werk in de juiste volgorde, waarin hij Thrasyllus gevolgd zou hebben.